# Dipartimento di Chontales
Il dipartimento di Chontales è uno dei 15 dipartimenti del Nicaragua, il capoluogo è la città di Juigalpa.

## Comuni
1. Acoyapa
2. Comalapa
3. El Coral
4. Juigalpa
5. La Libertad
6. San Francisco de Cuapa
7. San Pedro de Lóvago
8. Santo Domingo
9. Santo Tomás
10. Villa Sandino